# 莱拉·特列季科夫
莱拉·特列季科夫（俄语：Лайла Третиков，1978年1月25日—），又译莉拉·崔迪科夫，出生名奥尔加·“莉亚莉亚”·阿列克谢耶芙娜·特列季亚科娃（俄语：Ольга (Ляля) Алексеевна Третьякова），前维基媒体基金会执行董事。生于蘇聯莫斯科，十几岁时移居美国，1999年起在加州担任软件工程师，并且创立了一家技术营销公司，拥有数项联合软件专利。作为企业级软件专家，莱拉·特列季科夫曾经担任SugarCRM公司的首席执行官兼工程副主席，直至2014年接任苏·加德纳维基媒体基金会首席执行官的职位。莱拉·特列季科夫因為搜尋引擎 — 維基百科知識引擎 開發和社群意見不同，以及過程中一度否認沒有此計劃等問題，已在2016年2月25日提出辭職，會在3月31日生效。

## 早年
1978年1月25日，特列季科夫在莫斯科出生，父亲是数学家，母亲是电影制片人。16岁她搬到纽约，在加州大学伯克利分校勤工俭学，学习英语，赢得学位后离开。她学的是计算机科学和美术专业，还研究机器学习。

## 生涯
1999年，特列季科夫在升阳电脑开启了她的职业生涯，担任升阳-网景联盟（Sun-Netscape Alliance）工程师，致力于Java服务器。后来她创办了技术营销公司GrokDigital，而后被任命为SugarCRM的首席信息官兼副总工程师。
2012年，她获得史蒂夫大奖商业服务-11至2500名员工-计算机软硬件类年度女性执行官铜奖。
2014年5月，她接任了苏·加德纳在维基媒体基金会的执行董事职位，6月1日上任。特列季科夫的任命备受维基百科志愿者的争议，在任命之前，她仅编辑过维基百科一次。她在智能数据映射和动态语言应用程序方面有多项共有专利。她是OpenEd和Rackspace公司的董事，也是Zamurai公司的董事会顾问。